# Rudit
Rudit là thuật ngữ tiếng Latinh để chỉ bất kỳ loại đá mảnh trầm tích nào với kích thước hạt vượt quá 2 mm (0,08 inch), chẳng hạn như các dạng cuội kết (conglomerat) hay breccia.
Thuật ngữ này được sử dụng trong phân loại các dạng đá vôi cacbonat kiểu đá mảnh, mặc dù các thuật ngữ tương đương về mặt kích thước hạt như conglomerat và breccia cũng thường được sử dụng cho đá vôi.
Các rudit chủ yếu được hình thành do xói mòn các loại đá khác hoặc tái trầm tích kiểu turbidit của cuội hay các loại đá đã cố kết khác. Một số rudit chứa các thành phần thuôn tròn và vì thế thuộc về thể loại conglomerat (cuội kết), các dạng khác chứa các mảnh góc cạnh và được gọi là breccia. Các khe hở giữa các hạt thô được điền đầy bằng ma trận silicat hay cacbonat. Các rudit chủ yếu xuất hiện dưới dạng các loại đá thành khối hay đá lớp đáy thô sơ với sự tạo lớp rộng về không gian và cát khai rộng về không gian và không có quy luật.
Pettijohn  đưa ra các thuật ngữ miêu tả như dưới đây, dựa trên kích thước hạt, để tránh sử dụng các thuật ngữ như "sét" hay "sét kết" mà trong đó ẩn chứa thành phần hóa học:
| Kết cấu    | Phổ thông | Hy Lạp  | Latinh |
| ---------- | --------- | ------- | ------ |
| Thô        | Sỏi       | Psephit | Rudit  |
| Trung bình | Cát       | Psammit | Arenit |
| Mịn        | Sét       | Pelit   | Lutit  |